# Mary Seacole
Vous lisez un « bon article » labellisé en 2011.
Mary Jane Seacole (née en 1805 et morte le 14 mai 1881), parfois connue sous le nom de Mère Seacole ou Mary Grant, est une infirmière jamaïcaine connue pour son engagement personnel au cours de la guerre de Crimée. Elle a fondé des maisons de soin à Panama et en Crimée. Mary Seacole a mis en œuvre les remèdes traditionnels que sa mère lui a enseignés, à base de plantes médicinales, celle-ci tenait une pension pour marins et soldats européens blessés.
Mary entend parler des mauvaises conditions médicales dont souffrent les soldats blessés pendant la guerre de Crimée. Persuadée que ses connaissances de la médecine tropicale pourraient être utiles, elle se rend à Londres et demande à rencontrer le ministre de la Guerre. Elle propose bénévolement ses services d’infirmière, s’appuyant sur son expérience dans les Caraïbes, et demande un poste d’« assistant de l’armée en Crimée ». À l’époque, la participation des femmes en médecine fait l’objet de préjugés, et sa demande est rejetée.
Lorsque le gouvernement britannique décide d’autoriser l’envoi de femmes dans la zone des conflits, elle ne fait pas partie du contingent de 38 infirmières choisies par Florence Nightingale. Mary décide alors de faire le trajet par ses propres moyens. Elle emprunte l’argent nécessaire au voyage et parcourt seule les 6 500 km. Sur le champ de bataille, elle se distingue en soignant de nombreux blessés, parfois sous le feu, soignant des soldats des deux parties. Lorsque le conflit se termine en 1856, elle se retrouve abandonnée et presque sans ressources, et ne doit sa survie qu’à des amis de la guerre de Crimée qui organisent une collecte de fonds lors d’un concert. Quelques années plus tard, elle manifeste le désir d’aller travailler en Inde après la rébellion indienne de 1857, mais ne parvient pas à lever les fonds nécessaires.
Mary Seacole était célèbre et honorée de son vivant, au même titre que Florence Nightingale, mais a été oubliée après sa mort pendant près d’un siècle. Aujourd’hui, elle est reconnue pour sa bravoure et ses connaissances médicales, ainsi qu’en tant que « femme ayant réussi malgré les préjugés raciaux d’une grande partie de la société victorienne ». Son autobiographie, Les Aventures extraordinaires de Mrs Seacole dans de nombreux pays (1857), est un récit très vivant de ses expériences, et constitue l’une des premières autobiographies d’une femme métisse.

## Début de sa vie, à partir de 1805

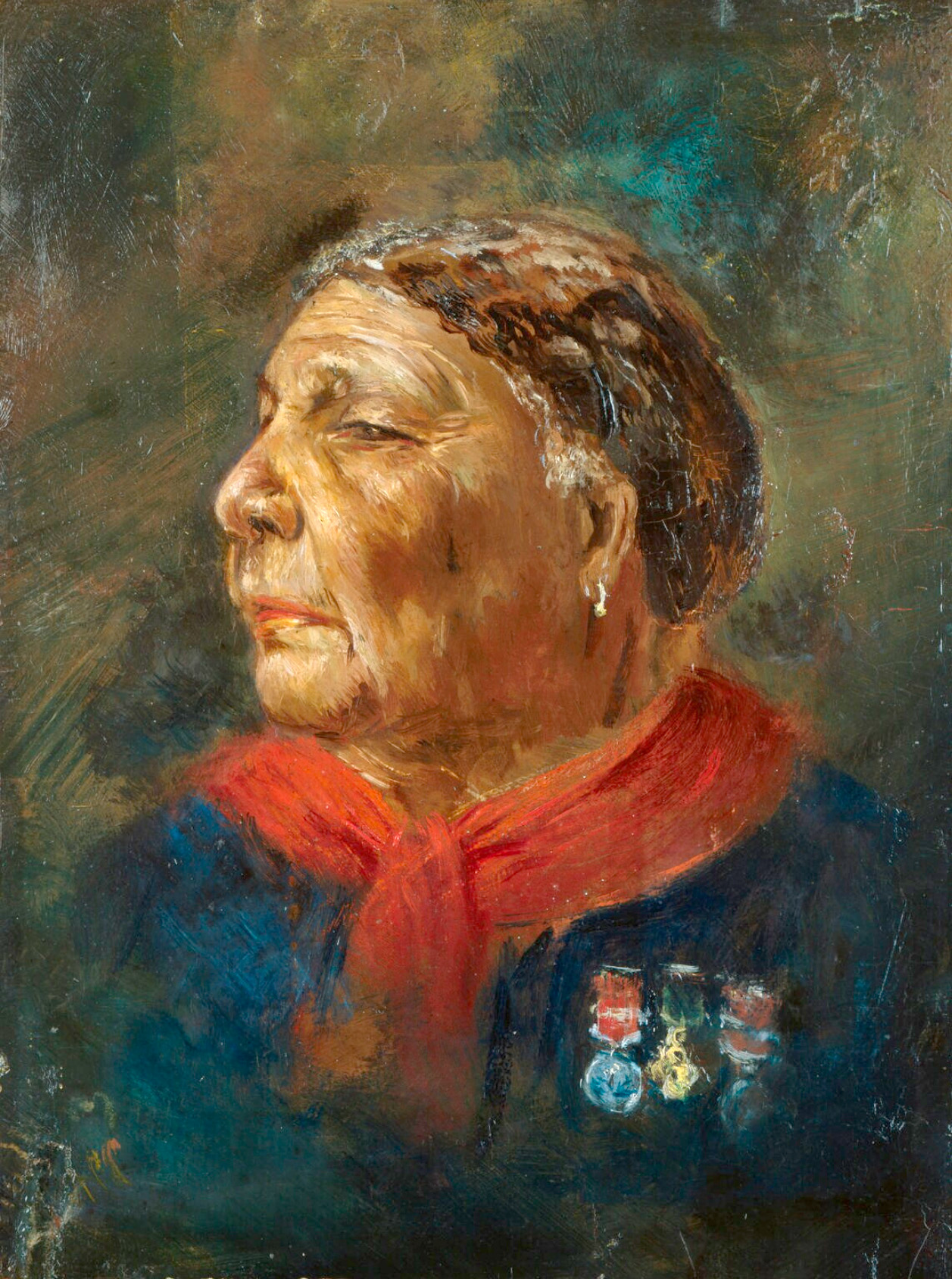
Un portrait sur huile de Mary Seacole, réalisé par l’obscur artiste londonien (1847–81). L’original a été découvert en 2003 par l’historienne, et acheté par le National Portrait Gallery de Londres en 2008,

Mary Seacole, née Mary Grant à Kingston, Jamaïque, est la fille d’un officier écossais blanc de l’armée britannique et d’une femme jamaïcaine créole. La mère de Mary est une Doctress (guérisseuse, en créole jamaïcain), qui utilise les remèdes traditionnels des Caraïbes et d’Afrique. Elle gère le Blundell Hall, une pension de famille située au 7, East Street à Kingston, l’un des meilleurs hôtels de la ville. Beaucoup de pensionnaires sont des soldats ou des marins européens malades, dont beaucoup souffrent de la fièvre jaune endémique. En effet, à la fin du XVIIIe siècle, les Antilles sont un avant-poste de l’Empire britannique et en 1789, un cinquième du commerce extérieur britannique transite par l'archipel, part qui s’éleva jusqu’à un tiers au cours de la décennie suivante. Ces intérêts économiques sont alors protégés par une présence militaire massive, avec 69 régiments d’infanterie servant de 1793 à 1801 et 24 autres de 1803 à 1815. Mary apprend son métier d’infirmière en suivant sa mère. Dans son autobiographie, elle relate avoir d’abord imité sa mère en soignant des poupées, puis des animaux, et enfin en aidant sa mère sur les patients.
Mary Seacole est fière de son ascendance écossaise, et se définit comme Créole, terme neutre d’un point de vue racial à cette époque et en particulier beaucoup plus neutre que « enfant de colon blanc ». Légalement, elle était classifiée mulâtre, c’est-à-dire métisse avec des droits politiques limités. Robinson suggère qu’elle puisse avoir été quarteronne, c’est-à-dire fille de métisse et d’un blanc (sa mère étant déjà métisse dans cette hypothèse). Mary Seacole raconte avec beaucoup de détails et d’emphase l’énergie dont elle fait preuve étant enfant, afin de se distancier de l’image stéréotypée du « Créole paresseux »,,. Cela ne l’empêche pas d’être fière de son amitié avec quelques esclaves noirs américains, et de sa couleur de peau « avec quelques nuances plus brunes ».
Mary Seacole passe quelques années au service d’une femme âgée, qu’elle appelle sa « gentille patronne », avant de retourner chez sa mère. Elle est traitée comme un membre de la famille par sa patronne et reçoit une bonne éducation. En tant que fille bien éduquée d’un officier écossais et d’une femme noire libre exerçant un métier respectable, elle aurait pu occuper une bonne position dans la société jamaïcaine.
Vers 1821, Mary Seacole se rend en visite à Londres pour une année. Elle visite sa famille, la famille du commerçant Henriques. Bien que Londres comporte une population noire significative, elle remarque qu’un de ses amis, un antillais à la peau plus foncée que la sienne, se fait railler par des enfants. La peau de Mary, avec « des nuances brunes » selon l’autobiographie, est en réalité presque blanche, d’après Ramdin. Environ un an plus tard, elle retourne à Londres pour apporter « un gros stock de conserves de cornichons antillais à vendre ». Ce voyage se fait sans chaperon ni protecteur, ce qui est plutôt inhabituel pour une jeune femme. Elle rentre en Jamaïque en 1825.

## Dans les Caraïbes, de 1826 à 1851

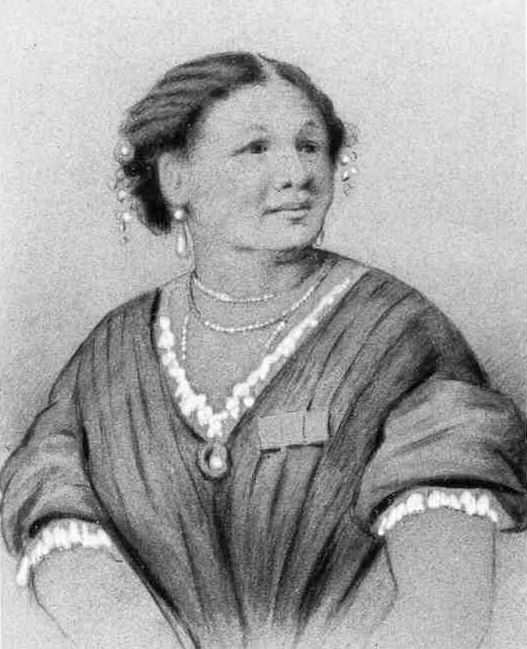
Aquarelle de Mary Seacole, 1850. Cette image est celle qui illustre l’autobiographie

Après avoir regagné la Jamaïque, Mary Seacole retourne chez sa « gentille patronne » pour la soigner pendant une maladie, qui la mènera finalement à la mort quelques années plus tard. Mary rentre alors dans sa famille, à Blundell Hall, et travaille aux côtés de sa mère. De temps à autre, elle est appelée par l’hôpital de l’armée britannique, au camp Up-Park. Ces interventions la conduisent dans les différentes îles des Caraïbes pour visiter la colonie anglaise de New Providence aux Bahamas, la colonie espagnole de Cuba, et la nouvelle république d’Haïti. Curieusement, alors que Mary rapporte ses voyages dans son autobiographie, elle passe sous silence des évènements significatifs de l’époque, comme la révolution de Noël en Jamaïque de 1831, la suppression partielle de l’esclavage en 1834, ou la suppression complète de l’esclavage en 1838.
Mary épouse Edwin Horatio Hamilton Seacole le 10 novembre 1836 à Kingston. Entre son mariage et son veuvage s’écoulent douze années ; Mary Seacole ne les décrit qu’en neuf lignes dans son autobiographie, à la fin du premier chapitre. Les deux prénoms centraux d’Edwin Seacole sont intrigants : Robinson y voit « Horatio Nelson » et rapporte la légende qui fait d’Edwin le fils illégitime du premier Vicomte Nelson avec sa maîtresse Emma, Lady Hamilton. Edwin aurait ensuite été adopté par Thomas, un « chirurgien, apothicaire et accoucheur ». Selon la version de Mary Seacole, son mari était le filleul du vicomte Nelson. Elle offre une bague de diamants à son ami Lord Rokeby en la décrivant « donnée à mon mari par son parrain le vicomte Nelson », cependant aucun du testament et des codicilles de Nelson ne mentionne de filleul. Edwin était un commerçant sans grand talent et de faible constitution, l’épicerie que le jeune couple ouvre à Black River ne prospère pas, et ils rentrent à Blundell Hall au début des années 1840.
En 1843 et 1844, une série de drames personnels s’abat sur Mary Seacole. Un incendie ravage Kingston le 19 août 1843, la pension de famille Blundell Hall est en grande partie détruite puis reconstruite « mieux qu’avant ». Puis son mari meurt en octobre 1844, suivi par sa mère. Après une période d’abattement, Mary décide de se reprendre en main, elle se tourne vers le travail grâce à ce qu’elle appelle son « sang chaud créole », différent du sang européen qui « se guérit dans le secret du cœur ». Mary fait donc tourner la pension de sa mère, qui deviendra sous son emprise le lieu le plus souvent occupé par les militaires européens en visite à la Jamaïque. Elle décline plusieurs propositions de mariage. Au cours de l’épidémie de choléra de 1850, qui tue plus de 32 000 Jamaïcains, elle traite un grand nombre de patients et acquiert une expérience qui lui sera utile au cours des cinq années qui vont suivre. Mary Seacole attribue cette épidémie à un bateau à vapeur en provenance de La Nouvelle-Orléans, en Louisiane, ce qui démontre sa connaissance de la théorie de la contagion.

## Amérique centrale, de 1851 à 1854
En 1850, Edward, le demi-frère de Mary, déménage à Cruces (actuel Panama), qui fait alors partie de la République de Nouvelle-Grenade. Là, le long de Río Chagres à approximativement 70 km des côtes, il ouvre un hôtel, the Independent Hotel, suivant la tradition familiale, pour accueillir les nombreux voyageurs entre la côte Est et la côte Ouest des États-Unis. Le nombre de voyageurs avait augmenté en raison de la ruée vers l’or californienne de 1849, et Cruces était à la limite de navigabilité de la rivière pendant la saison des pluies de juin à décembre. Les voyageurs montaient le long de la rivière jusqu’à Cruces, puis terminaient leur voyage à dos d’âne jusqu’à Panama à environ 30 km sur la côte Ouest, ou en revenaient. À la saison sèche, c’est la ville de Gorgona quelques kilomètres plus en aval qui jouait le rôle de ville transitoire. Ces villes sont maintenant au fond du lac Gatún, créé lors de la construction du canal de Panamá.
Lorsqu’en 1851 Mary Seacole rend visite à son frère, elle arrive par coïncidence juste avant que la ville ne soit frappée par le choléra, qui sévissait depuis 1849 à Panama,. Mary est donc sur place pour soigner la première victime, qui survit, permettant à Mary Seacole de s’établir une réputation qui lui apportera une succession de patients pendant la propagation de la maladie. Les riches paient, mais elle soigne gratuitement les pauvres. Riches comme pauvres ont succombé en grand nombre. Elle évitait l’opium, lui préférant des cataplasmes et les sinapismes à la farine de moutarde, des laxatifs au calomel (chlorure mercureux), des sucres de plomb (Acétate de plomb(II)) et la réhydratation aux infusions de cannelle,. Bien que ses remèdes n’aient qu’un succès modéré, elle n’a pas beaucoup de concurrence dans cette ville car les seuls autres soins sont administrés par un « petit dentiste timide », médecin inexpérimenté envoyé par le gouvernement, et l’église catholique.

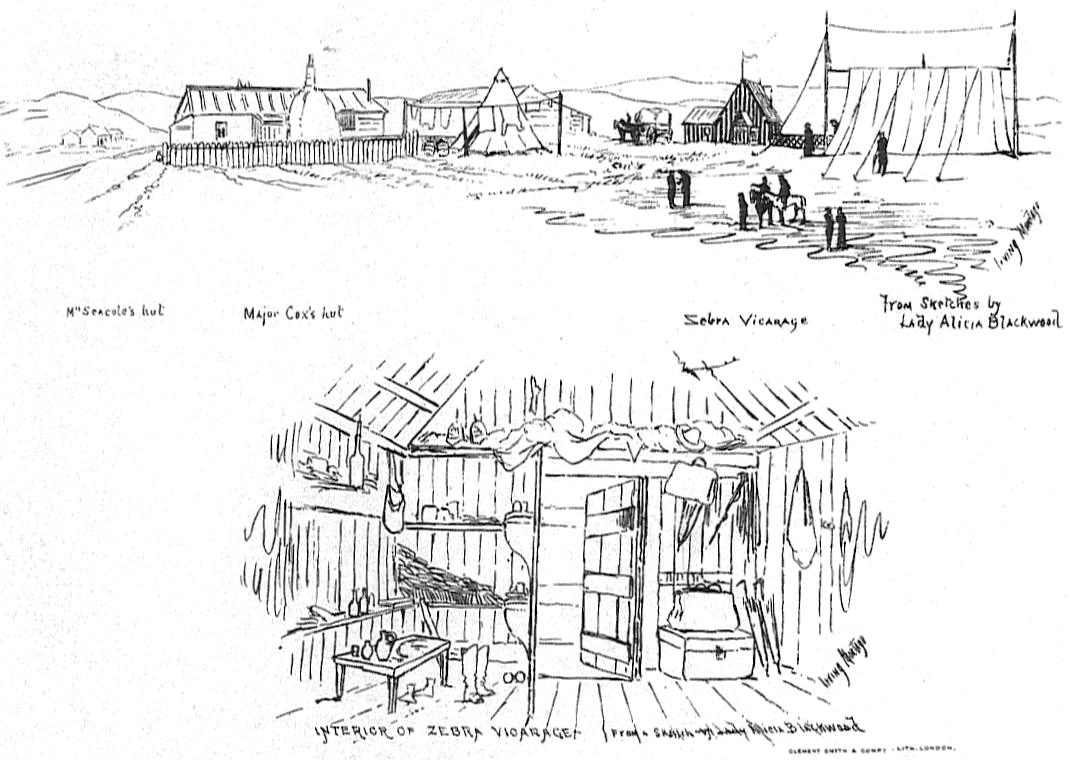
Croquis de l’Hôtel britannique de Mary Seacole en Crimée, par Lady Alicia Blackwood (1818–1913), une amie de Florence Nightingale qui résidait dans les environs à Zebra Vicarage.

L'épidémie fait des ravages dans la population ; Mary Seacole rapporte par la suite son exaspération devant la faiblesse de leur résistance en ces termes : « Ils se prosternaient devant la peste avec un désespoir servile ». Elle procède à une autopsie sur un orphelin qu’elle avait eu à soigner, et acquiert à cette occasion une connaissance nouvelle « décidément utile » qu’elle utilisera à bon escient. Vers la fin de l’épidémie, Mary Seacole contracte à son tour la maladie mais survit. L’épidémie reprend : la troupe d’Ulysse Grant en route vers Panama en juillet 1852 traverse Cruces. Sur 120 soldats, un tiers mourront.
Malgré le climat et la maladie, Panama reste la route la plus fréquentée pour aller d’une côte à l’autre des États-Unis. Mary profite de l’opportunité pour ouvrir un hôtel britannique, qui faisait plus restaurant qu'hôtel, mais il semble qu’elle ait eu des difficultés avec sa clientèle car elle écrit dans son autobiographie qu’il fallait lutter pour garder les voyageurs sous contrôle.
Après la saison des pluies, en 1852, Seacole se joint à un groupe de voyageurs pour aller de Cruces à Gorgona. Elle rapporte dans son autobiographie un épisode qui l’a rendue furieuse. En effet, lors d’un dîner sur le trajet, un Américain a voulu lui rendre hommage, en ces termes : « Que Dieu bénisse la meilleure femme café au lait que nous ayons jamais eu, heureusement qu’elle n’a que quelques nuances de brun, [...] si seulement elle pouvait être entièrement lavée avec de l’eau de javel ou quelque chose... pour lui donner toute sa place dans la société, comme elle le mérite. » Selon ses dires, Mary rétorque vertement qu’elle préfèrerait être entièrement noire, « aussi noire qu’un nègre » et appelle de ses vœux « une réforme générale des manières américaines ». Salih remarque que pour cette réponse, Seacole utilise le pidgin américain, en opposition à son anglais habituel sans faute, attaché pour cette occasion à une prétendue supériorité morale et intellectuelle blanche. Elle ajoute que les esclaves américains évadés à Panama y ont pris des postes à responsabilité dans le sacerdoce, l’armée ou les services publics, et feint de s’étonner à voix haute que « la liberté et l’égalité soient capables d’élever les hommes ». Elle rapporte une antipathie entre les Panaméens et les Américains, qu’elle attribue à l’ancienne forme d’esclavage de ces derniers.
À Gorgona, Mary Seacole ouvre un hôtel pour femmes, et continue à soigner les malades. À la fin de l’année 1852, elle fait un retour à son domicile, en Jamaïque, mais son voyage est retardé car elle se retrouve confrontée à des préjugés racistes quand elle essaye de réserver un billet sur un navire américain. Elle est obligée d’attendre un bateau britannique. Peu après son arrivée, les autorités médicales jamaïcaines la sollicitent pour soigner les victimes de la fièvre jaune de 1853. Elle organise un service d’infirmières à l’hôpital du camp Up-Park, à environ 1,5 km de Kingston, composé en grande majorité de doctresses afro-caribéennes, qui semblent mieux immunisées contre la maladie.
Seacole retourne à Panama début 1854, pour finaliser quelques affaires, et va trois mois plus tard fournir une assistance médicale à la mine de Fort Bowen, près d’Escribanos. Elle est embauchée à la New Granada Mining Gold Company par le directeur Thomas Day, un parent de son défunt mari. Elle pourrait avoir été en couple avec lui, et aura l'occasion de travailler avec lui à plusieurs reprises par la suite. Avant de partir de la Jamaïque, Mary Seacole avait appris par les journaux le déclenchement de la guerre contre la Russie, et quand les nouvelles de l’escalade de la guerre en Crimée atteignent Panama, elle se décide à partir pour l’Angleterre afin de proposer ses services bénévoles d’infirmière pour expérimenter « le faste, l’orgueil et les circonstances de la guerre glorieuse », comme elle le précise dans le chapitre 1 de son autobiographie.

## Guerre de Crimée, de 1854 à 1856

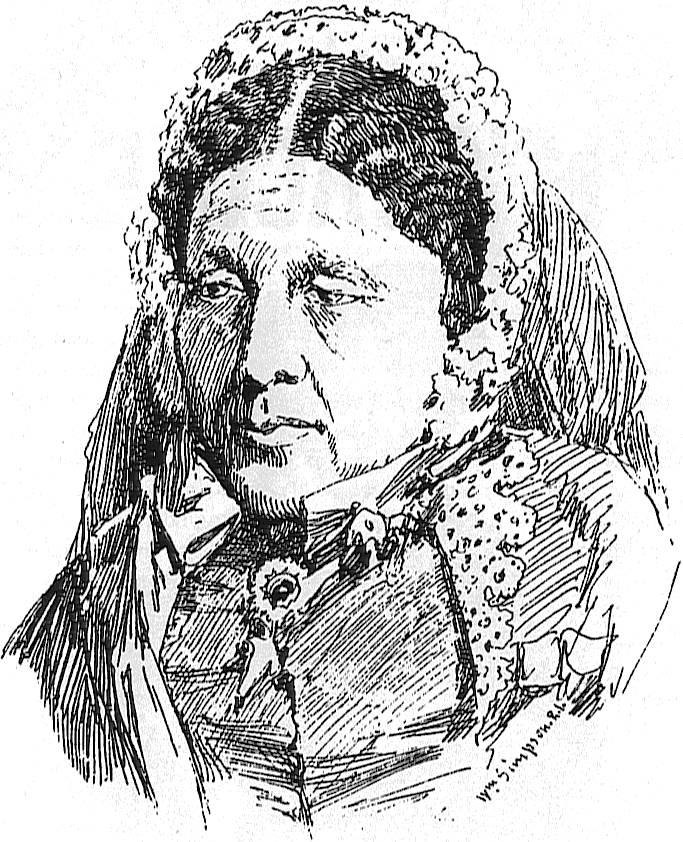
Croquis de Mary Seacole par l’artiste de guerre criméen William Simpson (1823–1899), c. 1855

La guerre de Crimée a duré de 1854 au 1er avril 1856, et a opposé l’Empire russe d’un côté contre l’alliance composée du Royaume-Uni, de la France, du royaume de Sardaigne et de l’Empire ottoman de l’autre côté. L’essentiel du conflit s’est déroulé dans la péninsule de Crimée, au nord de la mer Noire.
Plusieurs milliers de soldats de chaque pays ont été envoyés sur le terrain, et des maladies se sont très vite déclarées et propagées au sein des armées. Des centaines de soldats périssent, principalement du choléra. Des centaines d’autres meurent en attendant d’être renvoyés dans leur pays pour y être soignés, ou sur le trajet. Leurs chances sont à peine plus grandes s’ils peuvent être admis dans un des rares hôpitaux à leur disposition, insalubres, pauvrement équipés, manquant de personnel et surpeuplés. En Grande-Bretagne, une lettre tranchante paraît dans the Times du 14 octobre, le secrétaire d’état à la guerre, Sidney Herbert réagit immédiatement et contacte Florence Nightingale pour qu’elle constitue une équipe d’infirmières à envoyer dans l’hôpital pour sauver des vies. En une semaine l’affaire est engagée et Nightingale et les candidates sélectionnées partent le 21 octobre.
Mary Seacole fait le trajet depuis Navy Bay, de Panama à l’Angleterre, munie de lettres de recommandation de docteurs de Jamaïque et de Panama. À son arrivée elle se présente au War Office, pour être envoyée en Crimée comme infirmière de l’armée, mais n’arrive pas à être reçue en entretien. On la renvoie vers le quartier-maître général, puis au département médical, etc. Elle commence à prendre conscience que sa couleur de peau n’y est peut-être pas étrangère, comme elle le consignera. D’autres femmes noires sont victimes des mêmes préjugés raciaux. Mary Seacole retrouve en Grande-Bretagne ce qu’elle avait déjà rencontré auprès d’Américains. Elle comprend alors que même si une place était disponible, elle ne serait pas engagée, à l’instar des candidates trop vieilles, ivres, manquant de grâce... bref en dehors des critères établis par Florence Nightingale. En effet, Mary est métisse et a alors 49 ans. Persévérante, elle postule auprès de la fondation Crimée, à vocation d’assistance aux blessés de Crimée, afin qu’ils lui offrent un billet pour la Crimée, mais elle essuie un nouveau refus.
Mary Seacole se résout finalement à voyager jusqu’en Crimée sur ses propres ressources, pour y ouvrir un British Hotel. Elle imprime et expédie quelques cartes de visites pour annoncer son arrivée imminente, pour ouvrir « une table des officiers et de confortables quartiers pour les officiers malades ou convalescents ». Quelque temps plus tard, Thomas Day, une connaissance des Caraïbes, arrive inopinément à Londres, et ils forment alors un partenariat. Ils regroupent un stock de fournitures, et Mary Seacole s’embarque sur le bateau à vapeur néerlandais Hollander le 27 janvier 1855 pour son voyage inaugural vers Constantinople,. Lors d’une escale à Malte, Mary Seacole rencontre un docteur qui venait de quitter Scutari. Il lui écrit une lettre de recommandation à l’attention de Florence Nightingale. À son arrivée à Pera, le port de Constantinople, elle prend un caïque (bateau traînière turc), traverse le Bosphore et visite l’hôpital de Florence Nightingale à Scutari. Elle y retrouve parmi les patients beaucoup de visages familiers rencontrés aux Antilles. Elle rencontre Florence Nightingale, et lui propose une fois de plus de travailler pour elle, sans succès. Elle répartit alors ses affaires entre l'Albatross et le Nonpareil, et s’embarque pour un voyage de quatre jours vers la tête de pont britannique, à Balaklava en Crimée.
À Balaklava, manquant de matériaux de construction, Mary Seacole réunit tout le métal et le bois abandonné qu’elle peut pendant son temps libre, dans le but d’utiliser ces débris pour la construction de son hôtel. Elle trouve un emplacement qu’elle baptise Spring Hill, proche de Kadikoi, à 5,5 km de la route d’accès principale entre Balaklava et le camp britannique à côté de Sébastopol, et à moins de deux kilomètres du quartier général britannique.
L’hôtel est construit à partir de bois de récupération, de caisses d’emballage, de tôles d’acier, et d’éléments de constructions de récupération, telles les fenêtres, les portes, les châssis de fenêtres, du village de Kamara, en embauchant de la main d’œuvre locale. Le nouveau British Hotel ouvre en mars 1855. Un des premiers visiteurs est Alexis Soyer, cuisinier français envoyé en Crimée pour améliorer le régime alimentaire des soldats britanniques. Il relate leur rencontre et décrit Mary Seacole comme « une vieille dame d’apparence joviale, mais avec quelques nuances plus foncées que le lys blanc ». L’hôtel est terminé en juillet pour un coût total de 800 £. Il comprend un bâtiment fait d’acier, contenant une salle principale avec un comptoir et des étagères, ainsi que des stockages au-dessus, une cuisine attenante, deux cabanes-dortoir en bois, une dépendance, et une cour close,. Le bâtiment est plein de provisions venant de Londres, de Constantinople, et des camps voisins français près de Kamiesch et anglais près de Kadokoi. Mary Seacole vend de tout « depuis l’aiguille jusqu’à l’ancre » aux officiers de l’armée et aux visiteurs de passage. Les repas sont servis à l’hôtel, préparés par un cuisinier noir, et la maison assure aussi quelques livraisons. Beaucoup de clients achètent à crédit, ce qui posera des problèmes plus tard. Malgré les vols fréquents, en particulier de provisions, l’établissement est prospère. L’hôtel est ouvert six jours par semaine et fermé le dimanche, et Mary Seacole a pu s’inscrire dans une sorte de routine. Elle ouvre tôt pour servir les cafés du matin, puis dispenser les soins aux patients, avant de partir faire une tournée de soins.

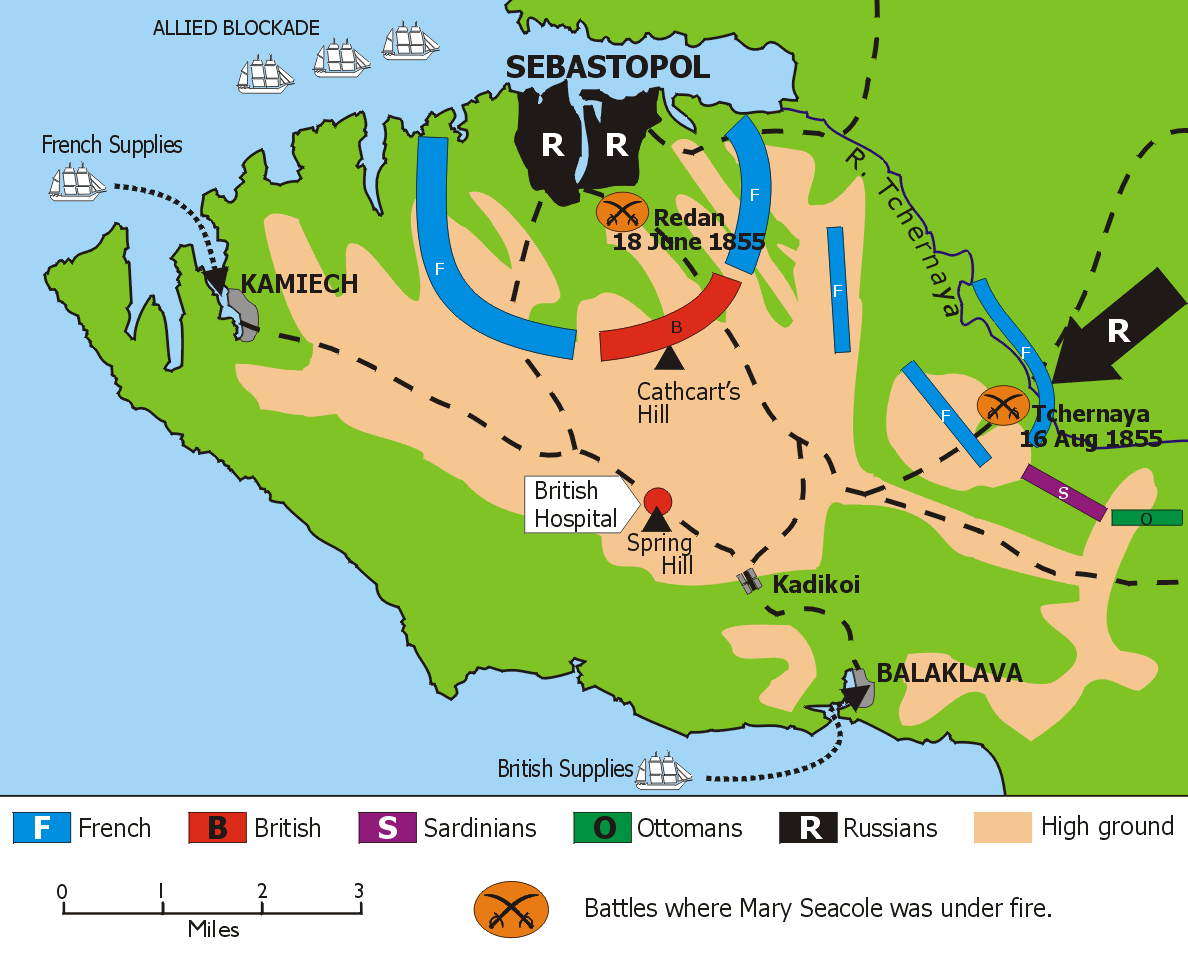
Carte illustrant l’implication de Mary Seacole durant la guerre de Crimée

Florence Nightingale s’est montrée plutôt ambivalente, bien qu’elle n’ait que peu désapprouvé ouvertement les actions de Mary Seacole. Le British Hotel ne se gênait pas pour vendre de l’alcool, et accueillait aussi bien les touristes que les soldats, ce qui a conduit Nightingale à accuser plus tard Seacole de faire tourner un établissement qui ne valait guère mieux qu’un bordel. Quelques années plus tard, dans un courrier adressé en 1870 à son beau-frère, Sir Harry Verney, elle écrit : « [Mary Seacole] gardait - je ne dirais pas une mauvaise maison - mais pas loin, pendant la guerre de Crimée. [...] elle était vraiment gentille avec les hommes, et en particulier avec les officiers, elle leur a fait du bien, et en a enivré beaucoup ». Plus tard, dans un second courrier, elle va plus loin, déclarant que Mary Seacole « était une femme de mauvais caractère », qui gardait une « mauvaise maison », c’est-à-dire un lupanar. Robinson considère que cette charge n’était pas fondée, et découlait uniquement du sentiment de supériorité sociale de Nightingale. En effet, des infirmières de cette dernière étaient envoyées à l’hôpital Land Transport, à côté du British Hotel, avec ordre d’éviter tout contact avec l'établissement et Mary Seacole. Cependant, une lettre datée du 30 juin 1856 de John Hall, inspecteur général des hôpitaux, souligne sa gratitude envers Mary Seacole pour son aide à l’hôpital. Plus récemment, le biographe Mark Bostridge a publié dans son livre Florence Nightingale, la femme et sa légende des preuves (issues de correspondances d’Alexis Soyer) qu’elle reconnaissait que Mary Seacole a fait beaucoup de bien pour les pauvres soldats. De même, quand Seacole a fait banqueroute après la guerre, Florence Nightingale a été l’un des donateurs anonymes de la Seacole's Testimonial Fund.
Mary allait souvent faire la cantinière, vendant ses provisions auprès du camp britannique à Kadikoi, et à l’occasion allant jusqu’aux tranchées autour de Sébastopol ou de la vallée de la Tchernaïa. L’armée britannique la connaissait sous le nom de « Mère Seacole ».
Elle allait aussi sur les collines de Cathcart (Cathcart's Hill), à quelques kilomètres au nord, pour avoir une vue sur le champ de bataille. À l’est, la vallée de Tchernaïa, et les tranchées menant à Sébastopol à 3 km plus au nord. Lors de l’une de ses sorties sur le champ de bataille où elle tentait de soigner les hommes de troupes sous le feu, elle s’est disloqué le pouce droit, blessure qui ne guérira jamais complètement. Dans une dépêche écrite le 14 septembre 1855, William Howard Russell, envoyé spécial du Times écrit qu’« elle était un médecin chaleureux et talentueux, qui soignait toutes les blessures des hommes avec un succès extraordinaire. Elle était toujours proche du champ de bataille pour aider les blessés, et elle a gagné la gratitude de plus d’un pauvre garçon ». Russel écrit aussi qu’elle « a redoré le nom de cantinier », et un autre qu’elle était « à la fois une Miss Nightingale et un chef cuistot ». Mary Seacole mettait un point d’honneur à toujours s’habiller de couleurs vives, très visibles, souvent bleues et jaunes, garnies de rubans colorés. Lorsque Lady Alicia Blackwood se rappelle par la suite de Mary Seacole, elle dit d’elle qu’elle « ne s’épargnait aucune peine et aucun effort lors des visites dans les champs de douleur, et administrait de ses propres mains toutes les choses qui pouvaient alléger la souffrance ou améliorer le confort de ceux qui étaient autour d’elle, donnant gratuitement à ceux qui ne pouvaient pas payer ».
Le 7 septembre 1855, les Français mènent l’assaut final de Sébastopol, mais les Britanniques sont battus. Mary Seacole est présente, sur la route de Cathcart's Hill. Le dimanche 9 septembre à l’aube, la ville est en flamme, il devient clair qu’elle est tombée : les Russes se retirent dans les fortifications au nord du port. Plus tard dans la journée, Mary Seacole tente sa chance et devient la première femme à entrer dans Sébastopol après sa chute. Elle obtient un laissez-passer, et fait le tour de la ville détruite portant des rafraîchissements, avant de se rendre dans les hôpitaux encombrés le long des quais. Elle y trouve des milliers de Russes morts ou mourants. Des pillards français, trompés par son apparence étrangère, l’arrêtent, mais un officier de passage la sauve. Elle évacue de la ville quelques objets, dont une cloche d’église, un cierge, et un tableau de la Vierge à l'Enfant de trois mètres de long,.

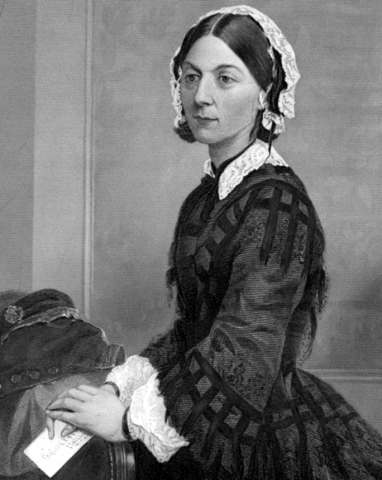
Florence Nightingale n’était pas impressionnée par le travail de Mary Seacole en Crimée, et l’accusait d’intoxiquer les soldats et de tenir un bordel.

Après la chute de Sébastopol, les hostilités continuent de manière désordonnée. Les soldats profitent de l’opportunité pour s’offrir un peu de plaisir, et le commerce de Mary Seacole est prospère durant cette période intermédiaire plutôt calme. Par exemple, elle fournit la restauration lors des pièces de théâtre ou des courses de chevaux.
Mary Seacole est alors rejointe par une jeune parente, Sarah, une fille de 14 ans surnommée Sally. Soyer la décrit comme une « beauté égyptienne, la fille de Miss Seacole », avec des yeux bleus et des cheveux noirs. Florence Nightingale accuse le colonel Henry Bunbury d’être le père illégitime de l’enfant de Mary, mais il n’existe aucune preuve que Bunbury ait rencontré Mary Seacole, ni même été présent en Jamaïque 15 ans plus tôt, ce qui correspond à une date où le mari de Mary Seacole était alité.
Ramdin spécule sur la relation particulière entre Thomas Day et Mary Seacole, notamment leur rencontre et leur partenariat en Angleterre, après Panama, pour en faire le père de Sally.
Pendant ce temps à Paris, les pourparlers de paix débutent en 1856. Le commerce est actif à travers la rivière Tchernaïa et les Russes et les alliés trouvent des accords à l’amiable qui se soldent par la signature du traité de Paris le 30 mars 1856 et le retrait des soldats de la Crimée. Mary Seacole est alors confrontée à une situation financière difficile, d’un côté les soldats partent, laissant leurs dettes impayées, de l’autre les commandes passées sont livrées quotidiennement, et les créanciers demandent à être payés. Mary essaye de vendre le plus possible de ses provisions, mais est contrainte de vendre à perte aux soldats russes qui rentrent chez eux. L’évacuation des armées alliées est totalement terminée à Balaklava le 9 juillet 1856, et Mary Seacole est « aux premières loges, vêtue d’un plaid de cavalière ». Elle est l’une des dernières à quitter la Crimée, et rentre en Angleterre plus pauvre qu’en partant.

## Retour à Londres, de 1856 à 1860

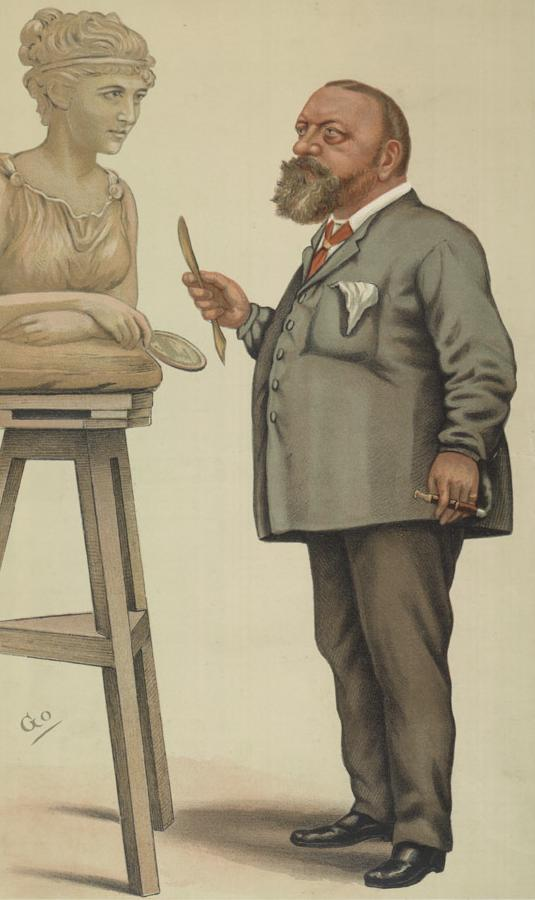
Mary Seacole est en banqueroute lorsqu’elle arrive à Londres. Le neveu de la Reine Victoria, le Comte Gleichen, qui avait lié amitié avec elle en Crimée, décide de lancer une collecte de fonds.

À son retour en Angleterre, Mary Seacole est en banqueroute et en mauvaise santé. Dans la conclusion de son autobiographie, elle relate que sur la route du retour, elle « saisit l’opportunité » de visiter « quelques autres pays », mais Robinson attribue plutôt à l’état de ses finances la nécessité de faire des détours pour rentrer. Elle arrive en août 1856, et envisage un moment d’ouvrir une boutique avec Thomas Day à Aldershot (Hampshire), mais rien ne se concrétise. Elle assiste avec 2 000 soldats à une célébration donnée le 25 août 1856 en l’honneur de Florence Nightingale à Kennington aux jardins Royaux de Surrey. Selon le Tiles du lendemain et News of the world du 31, Mary Seacole est chaleureusement fêtée par la foule immense, encadrée de deux sergents costauds qui la protègent de la pression de la foule. Cependant ses difficultés financières s’aggravent, elle est poursuivie par les créanciers qui la fournissaient en Crimée. Elle est contrainte de déménager au 1, Tavistock Street, Covent Garden. La chambre des banqueroutes la déclare en cessation de paiement le 7 novembre 1856. Robinson suggère que les problèmes de Mary ont pu être aggravés par le commerce douteux de chevaux de son partenaire Thomas Day, qui aurait mis en place une banque non officielle, et accumulé des dettes.
À peu près à cette époque, Mary Seacole commence à porter des médailles militaires. Elles sont mentionnées dans un compte-rendu de sa tenue devant la chambre des banqueroutes en novembre 1856. Un buste de Georges Kelly, fondu d’après un original du comte Gleichen de 1871, montre qu’elle portait quatre médailles, dont une médaille de Crimée britannique, la légion d'honneur française, et l’ordre du Medjidie turc. La quatrième est apparemment une récompense de Sardaigne (la Sardaigne s’est en effet jointe à la France et à l’Angleterre pour aider la Turquie dans la guerre contre l’Empire russe). Le Daily Gleaner jamaïcain a établi dans sa nécrologie du 9 juin 1881 qu’elle avait aussi reçu une médaille russe, mais non identifiée. Cependant, aucun avis officiel de ses récompenses n’existe dans le London Gazette, et il semble peu probable qu’elles lui aient été attribuées de façon formelle. C’est plutôt une sorte d’affichage de son soutien et de son affection pour ses « fils » dans l’armée qui lui a fait acheter ou porter ces médailles,.
Le triste sort de Mary Seacole paraît dans la presse britannique, à la suite de quoi elle reçoit des dons de personnalités de premier plan, ce qui lui permet le 30 janvier 1857 de lever la banqueroute à sa charge et à celle de Thomas Day. Ce dernier part alors aux antipodes tenter une nouvelle fois sa chance. Mary reste bien pauvre et déménage de Tavistock Street pour un logement moins cher au 14 Soho Square, ce qui conduit le Punch à lancer une souscription publique pour lui venir en aide le 2 mai.
Cette collecte de fonds permet également de maintenir une certaine notoriété publique à Mary Seacole. En mai 1857 elle envisage de partir en Inde pour administrer des soins aux blessés de la révolution indienne de 1857, mais ses difficultés financières l’en empêchent, de même que le nouveau secrétaire de la guerre, Lord Panmure qui le lui déconseille. Le Major-général Lord Rokeby, qui commandait la première division en Crimée, Lord Georges Paget et de nombreux autres militaires organisent le « Grand festival militaire de la fondation Seacole », du lundi 27 au jeudi 30 juillet 1857 pour lui permettre d’accomplir ce voyage. Plus de 1 000 artistes jouent, 11 fanfares militaires, un orchestre conduit par Louis-Antoine Jullien... Une foule de 40 000 personnes assiste au spectacle, pour un shilling l’entrée. Cependant, les coûts de production sont élevés, et la compagnie des jardins royaux de Surrey a elle-même des problèmes financiers. Elle est insolvable immédiatement après le festival, et le temps que les difficultés financières de la compagnie ruinée soient réglées, il ne reste qu’un quart de la somme (soit 57 £) pour Mary Seacole et surtout la révolution indienne est terminée.
En juillet 1857, elle publie chez l’éditeur James Blackwood une autobiographie de 200 pages contant ses voyages : Les aventures extraordinaires de Mrs. Seacole dans de nombreux pays. Il s’agit de la première autobiographie écrite par une femme noire en Grande-Bretagne. Le livre coûte 1 shilling et 6 pences (1,6 £), la couverture est ornée d’un portrait frappé de Mary Seacole, à l’encre rouge, jaune et noire. Selon Robinson, elle l’aurait dicté à un éditeur, uniquement identifié en tant que W.J.S dans le livre, qui a amélioré l’orthographe et la grammaire. Dans cet ouvrage, les 39 premières années de sa vie sont traitées en un court chapitre, elle n’y mentionne ni les prénoms de ses parents, ni sa date de naissance, par exemple, puis détaille sur six chapitres les quelques années à Panama et termine dans les 12 chapitres suivants, par ses exploits en Crimée. La conclusion traite de son retour en Angleterre et sert surtout à remercier ses soutiens dans la collecte de fonds, dont Rokeby, le Prince Edward de Saxe-Weimar, le duc de Wellington, le duc de Newcastle, William Russel, et d’autres militaires de haut rang. La dédicace est pour le Major Général Lord Rokeby, commandant de la première division, et la préface est de William Howard Russel qui écrit : « J’ai été témoin de son dévouement et son courage... et j’espère que l’Angleterre n’oubliera jamais celle qui a nourri ses malades, qui a cherché à apporter aide et secours à ses blessés, et qui a effectué les derniers offices pour certains de ses illustres morts ».

## Fin de vie, de 1860 à 1881

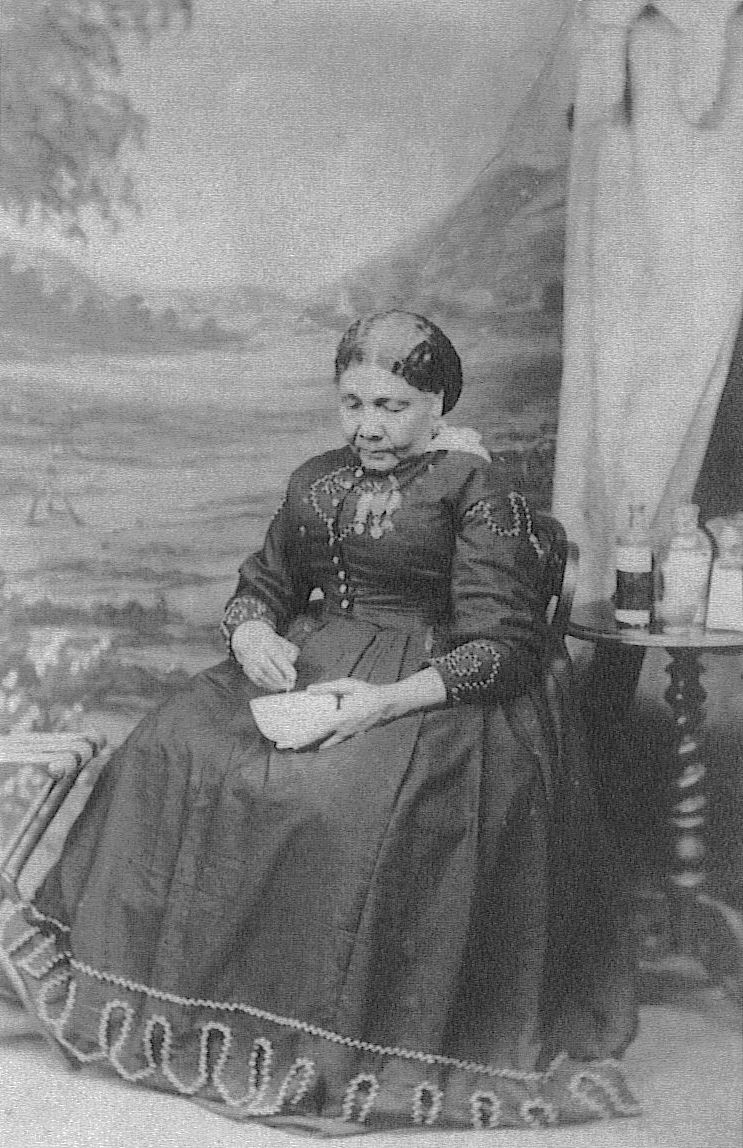
La seule photo connue de Mary Seacole, reproduite à partir d’une carte de visite par Maull & Co. à Londres (c. 1873)

Mary Seacole rejoint l’église catholique vers 1860 et retourne en Jamaïque, qui a bien changé pendant son absence à la suite d’une récession économique. Elle devient une figure importante dans le pays. Cependant, en 1867, elle fait de nouveau face à des difficultés financières, et la fondation Seacole à Londres ressuscite, le temps de récolter assez d’argent pour que Mary Seacole s’achète un terrain sur Duke Street, près de New Blundell Hall à Kingston. Des donateurs illustres participent, dont le prince de Galles, le duc d'Edimbourg, le duc de Cambridge, et d’autres officiers supérieurs. Sur le terrain qu’elle achète, Mary Seacole construit une grande propriété à louer et un bungalow pour y habiter.
En 1870, Mary Seacole revient à Londres. Ses projets sont confus, on sait que sa venue a suscité des échanges de courrier entre Florence Nightingale et son beau-frère, Sir Harry Verney (époux de Parthénope, la sœur de F. Nightingale) ; on suppose donc qu’elle a approché ce dernier. Or il est à cette époque membre du parlement de Buckingham et très impliqué dans la British National Society chargée de l’assistance aux malades et aux blessés, ce qui fait dire à Robinson qu’elle avait peut-être dans l’idée de proposer ses services dans la guerre franco-prussienne. C’est à cette occasion que Florence Nightingale écrit que Seacole tenait une « mauvaise maison » en Crimée, et la tient pour responsable de « nombreuses ivresses et conduites incorrectes » de soldats en Crimée.
À Londres, Mary Seacole évolue en périphérie du cercle royal. Elle a accueilli comme client en Crimée le Prince Victor de Hohenlohe-Langenburg, neveu de la reine Victoria, alors jeune lieutenant. Il la met en contact avec la princesse de Galles pour qu’elle devienne sa masseuse personnelle, pour ses rhumatismes et sa thrombose. Il sculpte également un buste en marbre de Mary Seacole en 1871 qui sera exposé à l’exposition d’été de l’Académie Royale.
Mary Seacole meurt en 1881 dans son domicile de Paddington, à Londres, d’apoplexie selon les rapports de décès. Elle laisse un héritage de plus de 2 500 £, dont la majeure partie, hors quelques legs spécifiques, va à sa sœur, Louisa. Les legs spécifiques sont des dons de 50 £ à Lord Rokeby, au Colonel Hussey Fane Keane et au comte Gleichen, les trois fiduciaires de la fondation Seacole. Le comte Gleichen reçoit en outre la bague en diamant de son mari, qu’il tenait de Lord Nelson. Une courte épitaphe paraît dans le Times, le 21 mai 1881. Elle est enterrée dans le cimetière catholique de Sainte Marie, Harrow Road, Kensal Green, à Londres.

## Reconnaissance
She gave her aid to all in need

To hungry, sick and cold

Open hand and heart, ready to give

Kind words, and acts, and gold

And now the good soul is "in a hole"

What soldier in all the land

To set her on her feet again

Won't give a helping hand?
— Punch

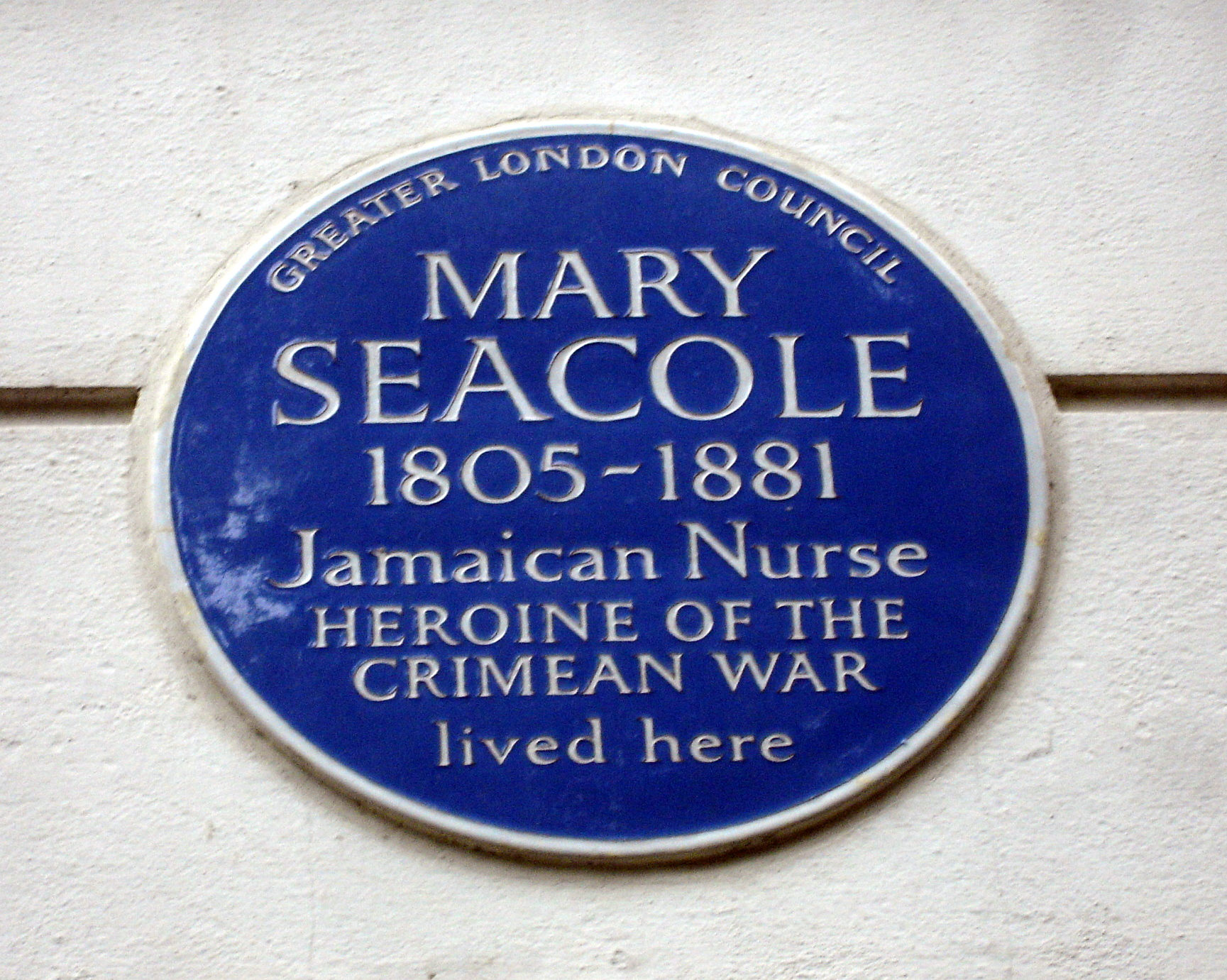
Blue plaque de Mary Seacole à Londres

Bien qu'elle soit connue à la fin de sa vie, Mary Seacole disparaît rapidement des mémoires publiques. Son travail en Crimée est éclipsé par Florence Nightingale pendant de nombreuses années. Toutefois, ces dernières années il y a eu un regain d’intérêt pour elle et des efforts pour mieux faire connaître ses actions. Seacole est devenue un symbole des attitudes raciales et des injustices sociales en Grande-Bretagne au cours de cette période. Elle est citée en exemple comme une « noire cachée de l’histoire » dans les versets sataniques de Salman Rushdie comme Olaudah Equiano : « Voyez, voici Mary Seacole, qui a fait en Crimée autant qu’une autre dame à la lampe magique, mais étant noire, pouvait à peine être prise pour la flamme de la chandelle de Florence »,.
On se souvient mieux d’elle en Jamaïque, où on lui a décerné à titre posthume l’ordre du mérite jamaïcain en 1991. Le siège social de la Jamaican General Trained Nurses' Association a été baptisé Mary Seacole House en 1954, suivi de près par une résidence de l’université des Indes Occidentales à Mona, Jamaïque. L’hôpital public de Kingston a donné son nom à un service. Sa tombe est redécouverte en 1973, un service de reconsécration a lieu le 20 novembre 1973, et son impressionnante pierre tombale est restaurée à cette occasion par la fondation du Commonwealth britannique des infirmières de guerre et le Lignum Vitae Club. Une cérémonie commémorative célèbre le centenaire de sa mort le 14 mai 1981. Les maisons de Londres dans lesquelles elle a vécu sont ornées de plaques commémoratives installées par le grand conseil de Londres. Une blue plaque au 157 Georges Street est apposée le 9 mars 1985. Elle est retirée en 1998 quand la bâtisse est rénovée et remplacée par une plaque verte au 147 Georges Street le 11 octobre 2005, tandis qu’une autre plaque bleue est apposée sur son autre résidence, au 14 Soho Square, où elle habitait en 1857.

### XXIesiècle

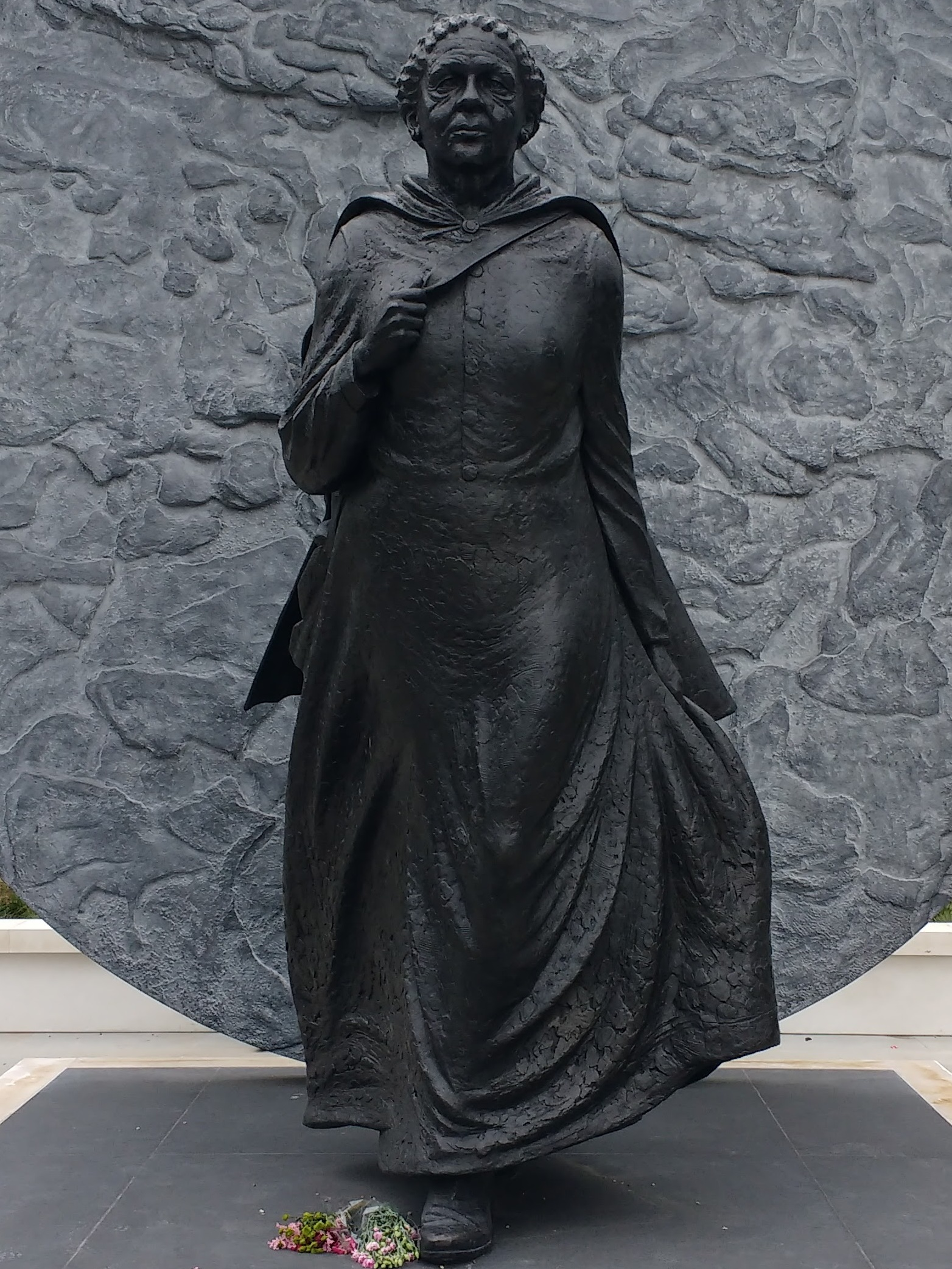
La statue de Mary Seacole, par Martin Jennings (2016), à l’hôpital Saint Thomas.

Depuis les années 2000, l’histoire de la vie de Mary Seacole est de nouveau associée à l’histoire du pays, et on l’enseigne dans les écoles primaires du Royaume-Uni au côté de Florence Nightingale. Le baron Clive Soley, député de Londres, lance une campagne le 24 novembre 2003 pour ériger une statue en l’honneur de Mary Seacole à Londres,, le projet est présenté en 2009, et son installation, initialement attendue pour 2011, est finalisée en 2016. La statue est située devant l’hôpital Saint Thomas.
En 2004, Mary Seacole termine à la première place d’un sondage en ligne des 100 plus grands Noirs britanniques,.
Un prix annuel pour reconnaître et développer le leadership des infirmières, sages-femmes et visiteurs de santé au Service National de la santé s’appelle Seacole pour « reconnaître ses actions ». Début 2005, plusieurs bâtiments portent son nom en son honneur. C’est le cas des nouveaux quartiers généraux de Home Office au 2 Marcham Street, d’un nouveau bâtiment de l’Université de Salford, de l’université de Birmingham City, d’un centre d’apprentissage pour infirmières à l’université de Thames Valley, et du centre de recherche Mary Seacole de l’Université De Montfort, à Leicester. Citons encore une salle de TP de l’Université Saint Georges, de Londres, qui porte son nom, une salle du centre Douglas Bader à Roehampton, et le récent bâtiment Mary Seacole de l’Université Brunel qui abrite une école de sciences médicales et sociales.
Le centre de recherche Mary Seacole vient de créer la bibliothèque NHS spécialisée dans la santé et l’ethnicité. Cette bibliothèque électronique en ligne collecte tous les ouvrages de recherche sur la santé des minorités ethniques ou des groupes multiculturels, les bonnes pratiques et leurs besoins. Ce centre se propose aussi d’explorer les controverses actuelles et l’impact de la race ou du groupe ethnique sur la santé.
En mars 2005, pour célébrer le bicentenaire de sa naissance, une exposition Mary Seacole ouvre au musée Florence Nightingale de Londres. Prévue pour quelques mois, elle a en réalité duré deux ans, en raison de sa popularité.
Lors du 150e anniversaire du National Portrait Gallery en 2005, son portrait est choisi pour représenter l’un des dix plus importants britanniques sur une planche de timbres.
Seacole est jouée par l'actrice Sara Powell en 2021, pour l'épisode 2 de la saison 13 du reboot de la série de science fiction de la BBC Doctor Who intitulé "War of the Sontarans", aux côtés de Jodie Whittaker incarnant le 13e Docteur.

## Ouvrage
- The Wonderful Adventures of Mrs Seacole in Many Lands :
  - (en) Wonderful Adventures of Mary Seacole – autobiographie lors d’une célébration d’auteur féminins
  - (en) Wonderful Adventures of Mary Seacole - Texte intégral de l’autobiographie sur le Project Gutenberg
  - (fr) Je suis une mal-blanchie : la vie aventureuse d'une cousine de l'oncle Tom, 1805-1881, trad. de l'anglais par Christel Mouchard, Paris, Phébus, 1994.